# تضخم الدرجات
تضخم الدرجات أو تضخم العلامات مفهوم يُستخدم في حالتين:
1. التساهل في التقييم: أي منح الطلاب درجات أعلى مما يستحقون، وهو ما يقود إلى الزيادة في المتوسط الكلي للدرجات الخاصة بكل طالب.
2. الإتجاه خطوة بخطوة نحو منح درجات أكاديمية مرتفعة لذات العمل الذي كان سيُمنح درجات أدني في الماضي.

يدور هذا المقال حول مفهوم التضخم في الحالة الثانية، حيث لا يُعتبَر الحصول على درجات مرتفعة في حد ذاتها إثبات على التضخم في الدرجات، فالكثير من الأشخاص لا يعتقد في كَون الدرجات المرتفعة مشكلة من الأساس؛ لذلك ولبرهنة هذا المفهوم من الضروري عرض ما يؤكد أنًّ هذه الدرجات غير مُستحقة.
وكثيرًا ما يُناقش موضوع تضخم الدرجات في ما يتعلق بالتعليم في الولايات المتحدة، والشهادة العامة للتعليم الثانوي في إنجلترا وويلز، كما إنه يُمثل مشكلة في العديد من الدول الأُخرى مثل كندا وأستراليا ونيوزيلاندا وفرنسا وألمانيا وكوريا الجنوبية والهند.